# Stara Wieś-Stasin
Stara Wieś-Stasin – wieś w Polsce położona w województwie lubelskim, w powiecie łęczyńskim, w gminie Łęczna.
W latach 1975–1998 miejscowość administracyjnie należała do ówczesnego województwa lubelskiego.
Wieś stanowi sołectwo gminy Łęczna.